# George Catlin
George Catlin (ur. 26 lipca 1796 w Wilkes-Barre, zm. 23 grudnia 1872 w Jersey City) – amerykański malarz. 
George Catlin był z wykształcenia prawnikiem. W 1821 porzucił pracę i poświęcił się malarstwu. W 1830, jadąc za ekspedycjami wojskowymi w głąb Stanów Zjednoczonych, przemierzył nieznane terytoria Indian docierając do 50 różnych plemion. Pod koniec lat 30. XIX w. Catlin, założył tzw. "Indian Gallery", gdzie zgromadził wszystkie swoje prace - rysunki, szkice, obrazy. W 1840 wystawa została zaprezentowana w Europie, m.in. w Londynie (1840-1846), następnie we Francji i ponownie w Londynie. Tam Catlin popadł w problemy finansowe, zaciągnął duże pożyczki, a w rezultacie w 1852 sprzedał swoje prace. Dzięki amerykańskiemu przemysłowcowi, Josephowi Harrisonowi, kolekcja powróciła do Filadelfii. Spadkobiercy Harrisona przekazali kolekcję do Smithsonian Institution przy National Gallery of Art w Waszyngtonie. 
Głównym tematem dzieł Catlina byli Indianie. Aby lepiej zapoznać się z kulturą różnych plemion, Catlin udał się w kolejne podróże. Oprócz portretowania czołowych postaci odwiedzanych plemion indiańskich Catlin chciał uwiecznić ich obyczaje i styl życia, które tak bardzo go zafascynowały. Jego obrazy wyróżniają się realizmem i dbałością o detale. W 1868 r. wydał również książkę zatytułowaną Moje życie wśród Indian w Górach Skalistych i w Andach, opowiadającą o tych wyprawach.